# أبو عبد الله الحاكم النيسابوري
أَبُو عَبدِ الله مُحَمَّدُ بِنُ عَبدِ الله الحَاكِمُ النِيسَابُورِي من كبار المحدّثين. اشتهر بكتابه «المستدرك على الصحيحين» ولد سنة إحدى وعشرين وثلاثمائة من الهجرة في نيسابور. رحل إلى العراق سنة 341 هـ وحج، وجال في بلاد خراسان وما وراء النهر، وفي سنة 359 هـ ولي قضاء نيسابور، ولُقّبَ بالحاكم لتوليه القضاء مرة بعد مرة، ثم اعتزل منصبه ليتفرغ للعلم والتصنيف، تولى السفارة بين ملوك بني بويه وبين السامانيين فأحسن السفارة.

## نسبه
هو محمد بن عبد الله بن حمدون أو (حمدويه) ابن نعيم بن الحكم الضبي النيسابوري. أبو عبد الله، الشهير بالحاكم النيسابوري والمعروف بابن البيع.

## ملامح شخصيته وأخلاقه
قال أبو عبد الرحمن السلمي دخلت على «الحاكم» وهو مختف من الكرامية لا يستطيع أن يخرج منهم فقلت له لو خرجت حديثا في فضائل معاوية لا سترحت مما أنت منه فقال لا يجيء من قلبي لا يجيء من قلبي.

## شيوخه
أول سماعه من سنة ثلاثين وثلاثمائة، سمع الكثير وطاف الآفاق وصنف الكتب الكبار والصغار، وأخذ عن نحو ألفي شخص، ومن مشايخه الدارقطني وابن أبي الفوارس وغيرهما

## مؤلفاته
صنف كتبًا كثيرةً منها:
- تاريخ نيسابور.
- المستدرك على الصحيحين: وهو الكتاب الذي جمع فيه مؤلفه الأحاديث التي استدركها على الصحيحين مما فاتهما على شرطه، وهو أشهر المستدركات.
- الإكليل.
- معرفة علوم الحديث وكمية أجناسه
- المدخل في أصول الحديث.
- تراجم الشيوخ.
- فضائل الشافعي.

وغير ذلك...
وأفضل من صنف الصحابة هو الحاكم النيسابوري، فهو يرى أن الصحابة ينقسمون إلى اثنتي عشرة درجة:
1. قوم تقدم إسلامهم بمكة كالخلفاء الأربعة.
2. الصحابة الذين أسلموا قبل تشاور أهل مكة في دار الندوة.
3. مهاجرة الحبشة.
4. أصحاب العَقَبة الأولى.
5. أصحاب العَقَبة الثانية وأكثرهم من الأنصار.
6. أول المهاجرين الذين وصلوا إلى النبي صلى الله عليه وسلم بقباء قبل أن يدخل المدينة.
7. أهل بدر.
8. الذين هاجروا بين بدر والحُديبية.
9. أهل بيعة الرضوان في الحُديبية.
10. من هاجر بين الحُديبية وفتح مكة كخالد بن الوليد وعمرو بن العاص.
11. مسلمة الفتح الذين أسلموا بعد فتح مكة.
12. صبيان وأطفال رؤوا النبي صلى الله عليه وسلم يوم الفتح وفي حجة الوداع وغيرهما.

## وفاته
توفي في نيسابور في 3 صفر 405 هـ الموافق 2 أغسطس 1014م، عن أربعة وثمانين سنة.

## آراء العلماء فيه

### الثناء عليه
- أبو سعد السمعاني: كان من أهل الفضل والعلم والمعرفة والحفظ، وله في علوم الحديث وغيرها مصنفات حسان[3]
- أبو يعلى الخليلي: عالم، عارف، واسع العلم، ذو تصانيف كثيرة، لم أر أوفى منه[4]، ومرة: ناظر الدارقطني فرضيه، وهو ثقة، واسع العلم، بلغت تصانيفه خمس مئة جزء[5]
- ابن حجر العسقلاني: والحاكم أجل قدرا، وأعظم خطرا، وأكبر ذكرا - من أن يذكر في الضعفاء[6]
- ابن خلكان: إمام أهل الحديث في عصره، والمؤلف فيه الكتب التي لم تسبق إلى مثلها، كان عارفا واسع العلم، وإنما عرف بالحاكم لتقليده القضاء
- الخطيب البغدادي: كان من أهل الفضل والعلم والمعرفة والحفظ، وله في علوم الحديث مصنفات عدة، وكان ثقة
- الدارقطني: سئل أيهما أحفظ: ابن منده، أو ابن البيع؟ فقال: ابن البيع أتقن حفظا
- الذهبي: من بحور العلم على تشيع قليل فيه، فهو معظم للشيخين بيقين، ولذي النورين، وإنما تكلم في معاوية فأوذي[7]، وفي السير قال: الإمام الحافظ، الناقد العلامة، شيخ المحدثين، ومرة: ليس هو رافضيا، بل يتشيع، وسمع نحو ألفي شيخ[8]
- جلال الدين السيوطي: ثقة[8]
- عبد الحي بن العماد الحنبلي: ثقة حجة
- عبد الغافر الفارسي: إمام أهل الحديث في عصره، والعارف به حق معرفته، وبيته بيت الصلاح والورع والتأذين[9]
- عماد الدين بن كثير الدمشقي: من أهل الدين والأمانة والصيانة والضبط والتجرد والورع، ومرة: صنف الكتب الكبار والصغار[10]
- عمر بن أحمد العبدري: كان أبو بكر بن إسحاق، وأبو الوليد يرجعان إليه في السؤال عن الجرح والتعديل، وعلل الحديث وصحيحه وسقيمه[11]
- أبا إسماعيل عبد الله الأنصار: ثقة في الحديث، رافضي خبيث، وعقبه الذهبي على قوله: قلت: الله يحب الإنصاف، ما الرجل رافضي، بل شيعي فقط[6]

### نقد
وتنتقده جماعة أخرى والحاكم عند أهل السنة والجماعة هو متساهل في التصحيح ولهذا لزم تعقب أهل العلم لكتابه لكثرة ما عرف عنه من التساهل، وكم من مرة يصحح حديثا ويزعم أنه على شرط الشيخين فيتعقبه أهل العلم قائلين: بل موضوع، وتساهله كان مركزا بالثلث الأخير من الكتاب، وذلك لأنه توفي قبل أن يراجعه[بحاجة لمصدر].
- قال الذهبي: «ولكنه يصحح في «مستدركه» أحاديث ساقطة، فيكثر من ذلك. فما أدري هل خفيت عليه ! فما هو ممن يجهل ذلك، وإن علم فهو خيانة عظيمة».[6]
- قال النووي الشافعي: «الحاكم متساهل كما سبق بيانه مرارا[12]».
- جمال الدين الزيلعي «الحاكم عرف تساهله وتصحيحه للأحاديث الضعيفة بل الموضوعة[13]».

وينسبه بعض من ترجم له للتشيع بدون غلو، والتشيع عرف عند المتقدمين هو تقديم علي على عثمان:
- الذهبي: شيعي مشهور بذلك من غير تعرض للشيخين[6]
- الخطيب البغدادي: كان ابن البيِّع يميل إلى التشيُّع[14]
- أبو سعد السمعاني: وكان فيه تشيُّع
- ابن الجوزي: كان متشيعًا ظاهر التشيُّع
- ابن تيمية: منسوبٌ إلى التشيُّع
- ابن كثير: ينسبُ إلى شيءٍ من التشيُّع، كان فيه تشيُّع
- ابن الجزري: كان شيعيًّا، مع حبه للشيخين رضي الله عنهما
- ابن الوزير: فإنهم [أي: أئمة الحديث] مجمعون على أن أبا عبد الله الحاكم ابن البيِّع من أئمة الحديث، مع معرفتهم أنه من الشيعة[15]
- السبكي: "أوقع الله في نفسي أن الرجل كان عنده ميل إلى علي -رضي الله عنه-، يزيد على الميل الذي يطلب شرعاً، ولا أقول أنه ينتهي به إلى أن يضع من أبي بكر وعمر وعثمان -رضي الله عنهم-، ولا أنه يفضل علياً على الشيخين، بل أستبعد أن يفضله على عثمان -رضي الله عنهما-[16]
- قال أبو إسماعيل الهروي: ثقه في الحديث رافضي خبيث وكان شديد التعصب للشيعة في الباطن، وكان يظهر التسنن في التقديم والخلافة، وكان منحرفا عن معاوية وآله متظاهرا بذلك ولا يعتذر منه.[17]